# Utetheisa aldabrae
Utetheisa aldabrae är en fjärilsart som beskrevs av Embrik Strand 1919. Utetheisa aldabrae ingår i släktet Utetheisa och familjen björnspinnare. Inga underarter finns listade i Catalogue of Life.